# Gomphandra luzoniensis
Gomphandra luzoniensis är en järneksväxtart. Gomphandra luzoniensis ingår i släktet Gomphandra och familjen Stemonuraceae.

## Underarter
Arten delas in i följande underarter:
- G. l. luzoniensis
- G. l. septentrionalis